# 盧纘祥故宅
盧纘祥故宅宜蘭縣第一任民選縣長盧纘祥故宅，由宋祖平設計之日式住宅。2001年12月18日公告為縣定古蹟。

## 歷史背景
盧宅於1928年興建完成，由當時任職於總督府營繕科宋祖平先生設計及監造，為宜蘭縣當時最為華麗的宅第。

## 建築特色
為一和洋混合式建築，日式屋頂上有西洋式老虎窗及切角裝飾。整體而言建築華麗，因此宜蘭當地有「有盧家富，無盧家厝，有盧家厝，無盧家富」的俗諺。

## 引用資料
1. ↑  . 文化部文化資產局. （原始内容存档于2019-06-08）.